# JR西日本35系客車
35系客車（35けいきゃくしゃ）は、西日本旅客鉄道（JR西日本）が2017年（平成29年）に導入した客車である。

## 概要
山口線で運行されているSLやまぐち号の客車には、1988年（昭和63年）7月24日以降は12系700番台（レトロ客車）5両が使用されてきたが、種車の製造から平均45年が経過したこともあり、2017年9月より行われる山口デスティネーションキャンペーンにあわせて新型客車を投入することになったものである。2015年（平成27年）3月30日に製造が発表された。日本国内で普通座席客車（いわゆる「ハザ」）が新規製造されるのは50系の製造が終了した1982年（昭和57年）以来35年ぶりである。車両製造は新潟トランシスが担当したが、同社が発足してから（電車や気動車でない）客車を製造するのはこれが初めてである。
蒸気機関車 (SL) の牽引列車に充当されることを前提に製造されることから「最新技術で快適な旧型車両を再現」をテーマとして、1920年代から30年代にかけて国鉄でSL牽引列車に使用されたマイテ49形・オハ35形・オハ31形をターゲットモデルに雰囲気を再現しつつ、最新の安全対策を反映させている。
なお、本形式はC57形・D51形蒸気機関車のみならず電気機関車・ディーゼル機関車に加え、キヤ143形気動車による牽引にも対応している。
2018年（平成30年）5月24日に鉄道友の会が発表した「第61回ブルーリボン賞」を受賞した。「開発コンセプトを高いレベルで具現化した点や蒸気機関車列車を永続的に運行するための一つの方向性を示した」ことが高く評価（特に後者）され、豪華列車であるJR東日本E001形電車（TRAIN SUITE 四季島）および自社のキハ87系気動車（TWILIGHT EXPRESS 瑞風）との三つ巴の大激戦の末、得票数2位から選考委員会の選定による逆転受賞となった。
JR西日本が単独で開発した車両がブルーリボン賞を受賞するのは1998年（平成10年）の新幹線500系電車以来20年ぶり2度目で、普通列車用として製造された客車が同賞を受賞するのは国鉄時代も含めて初めてである。
また、2018年度のグッドデザイン賞を受賞している。

## 車両概説

### 車体
腐食防止を図った鋼製車体となっており、車体断面はストレートである。屋根は丸屋根（シングルルーフ）構造を基本としつつ、両端のオロテ35形の車端部およびスハテ35形のみダブルルーフ構造とされた。ただし、ダブルルーフ本来の目的であった明かり採りと換気の機能はもたない。屋根上には冷房装置（後述）と、ダミーのベンチレーターが設置されている。
出入り口は形状こそ旧型客車に類似するが、安全性を考慮して開き戸（手動）ではなく引き戸（自動ドア）としており、ドア開閉時にはドアチャイムが鳴動する。半自動構造となっており、ドア横には押しボタンスイッチが設けられている。また、旧型客車にはなかった転落防止幌も設置されている。
編成の両端部には開放式展望デッキが備えられ、尾灯はマイテ49同様、展望デッキの転落防止柵に取り付ける形となっている。

### 室内設備
内装にはモデルとなった車両の種類ごとに異なった木材を不燃化して使用。照明は電球色のLED照明で、モデルとなった車両運用当時の照度を再現できるレトロモードが選択可能となっている。ただし、レトロモードは通常のSLやまぐち号では使用されない。
座席はグリーン車であるオロテ35形は2+1列の回転式大型リクライニングシートとボックスシート（1組のみ）、普通車は4人掛けのボックスシートをシートピッチ1,700 mmで配置しており、ボックスシートには大型テーブルと100 ボルトの電源コンセントが備え付けられている。各車両に荷物置き場（2号車には大型荷物置き場）を備える。窓はすべて1段上昇式の開閉式で、1/3程度 (200 mm) のみ開く。普通車の日よけは横引きカーテンやロールカーテンではなく、幕板格納式の木製鎧戸が備え付けられている。なお鎧戸は2018年の運転から使用できるようになった。網棚は全車、不燃化の要請から往年のような繊維製品では作れず、金網の網棚とされたが、枠をデザイン元と似せて違和感をなくしている。また、客室妻仕切壁に液晶ディスプレイ式の車内情報案内装置が設置されている。
トイレはナハ35形（3号車）を除く4両に設置。昭和初期のデザインをモチーフとしながらも、温水洗浄便座付き洋式便器や自動水栓、加えて2、4号車のオハ35形には男性用小用トイレも備える。スハテ35形（5号車）には多目的室と多機能トイレ、車いす対応座席を備える。
このほか、3号車には、体験型の運転シミュレーターや投炭ゲームなどのイベントスペース、展示コーナーや販売カウンター、作業者控室（乗務員室）が備えられている。

### 主要機器
サービス電源用の発電装置として、87系気動車「TWILIGHT EXPRESS 瑞風」で採用した、駆動用ディーゼルエンジンと汎用低圧発電機を直接結合したシステムを採用し、コマツ製ディーゼルエンジン SA6D140HE-3 と 汎用低圧発電機 WDM115（定格出力400 kVA）をペアとして編成中に2組（スハテ35形・スハ35形に各1組）搭載する。エンジンの定格回転数は1,800 rpmで、三相交流440 V 60 Hzを出力する。そして1 - 3位寄り（山陽本線基準で浜側、以下同様）に設置されたWKE8Aジャンパ連結器を介して編成に引き通されている。このほかに制御電源用の蓄電池として、直流100 Vを出力するニッケル水素電池 WNHB1 （容量60 Ah）と直流24 Vを出力する鉛蓄電池 TRP15-6 （容量175 Ah）をスハテ35形・スハ35形に1基ずつ搭載する。
空調装置は、新鮮外気導入機能を備えた集約分散式である WAU708C を屋根上に1両あたり2台搭載する。
車両異常挙動検知システムを装備しており、連結器脇に車両挙動監視装置を1両あたり2基、車体中心付近には車両挙動表示灯箱が1両あたり2基搭載される。
空気圧縮機は、除湿装置一体型の無給油スクロール式 WMH3119-WRC680 を編成中に3基（スハテ35形、スハ35形、オロテ35形）に搭載する。元空気ダメ圧（MR圧）は780 - 880 kPaである。
各車両には、空気圧縮機から供給された空気を貯蔵する元空気タンクとドアの開閉などで用いる制御空気タンクを一体化した二室空気タンクが1位台車の1 - 3位側付近に1基、常用・非常ブレーキで用いる供給空気タンクが台車近傍の車体中央付近に2基搭載されている。
台車は、キハ122・127形気動車の付随台車 WTR248 をベースとしたボルスタレス台車 WTR251・WTR251A・WTR251B である。SLの牽引性能から編成重量の制約があるため、軽量化の要求から軸箱支持方式を円錐積層ゴム式に、基礎ブレーキを踏面ユニットブレーキのみ、車軸にはディスクブレーキの取り付けを考慮しない構造とした。WTR251A は WTR251 をベースに駐車ブレーキを2基、WTR251B は駐車ブレーキを1基（第2軸）追加した。
ヨーダンパとセラミック噴射装置（増粘着装置）は準備工事としている。
ブレーキは制御応答性に優れる電気指令式空気ブレーキ方式を採用する。常用ブレーキ、非常ブレーキ、駐車ブレーキ、耐雪ブレーキおよび直通予備ブレーキの5種類を備え、増圧機構を有している。基本的な構造は321系以降で採用されたシステムをベースとしており、ブレーキ指令はメタル線による引き通しとしている。台車近傍に設置されたブレーキ制御装置 WC117 は、滑走防止制御を内包した構成としており、軸単位で制御を行う。
牽引機が自動空気ブレーキの場合にブレーキ管圧力を電気指令に変換するブレーキ読替装置および非常吐出し弁装置を先頭車（オロテ35形・スハテ35形）に、非常ブレーキ時のブレーキ管の減圧を促進するE電磁給排弁を中間車（スハ35形・ナハ35形・オハ35形）に備えている。

## 編成・形式

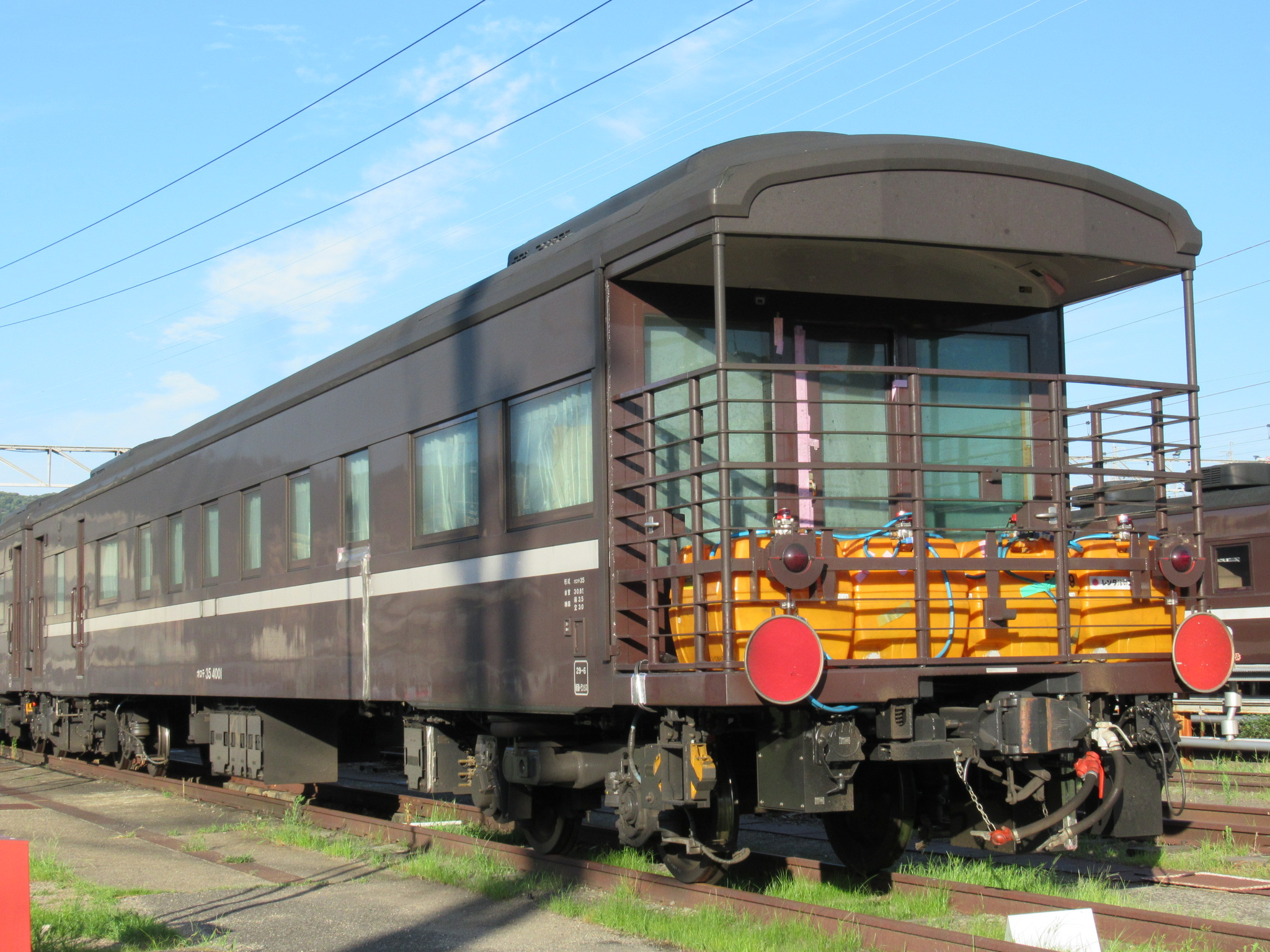
オロテ35 4001
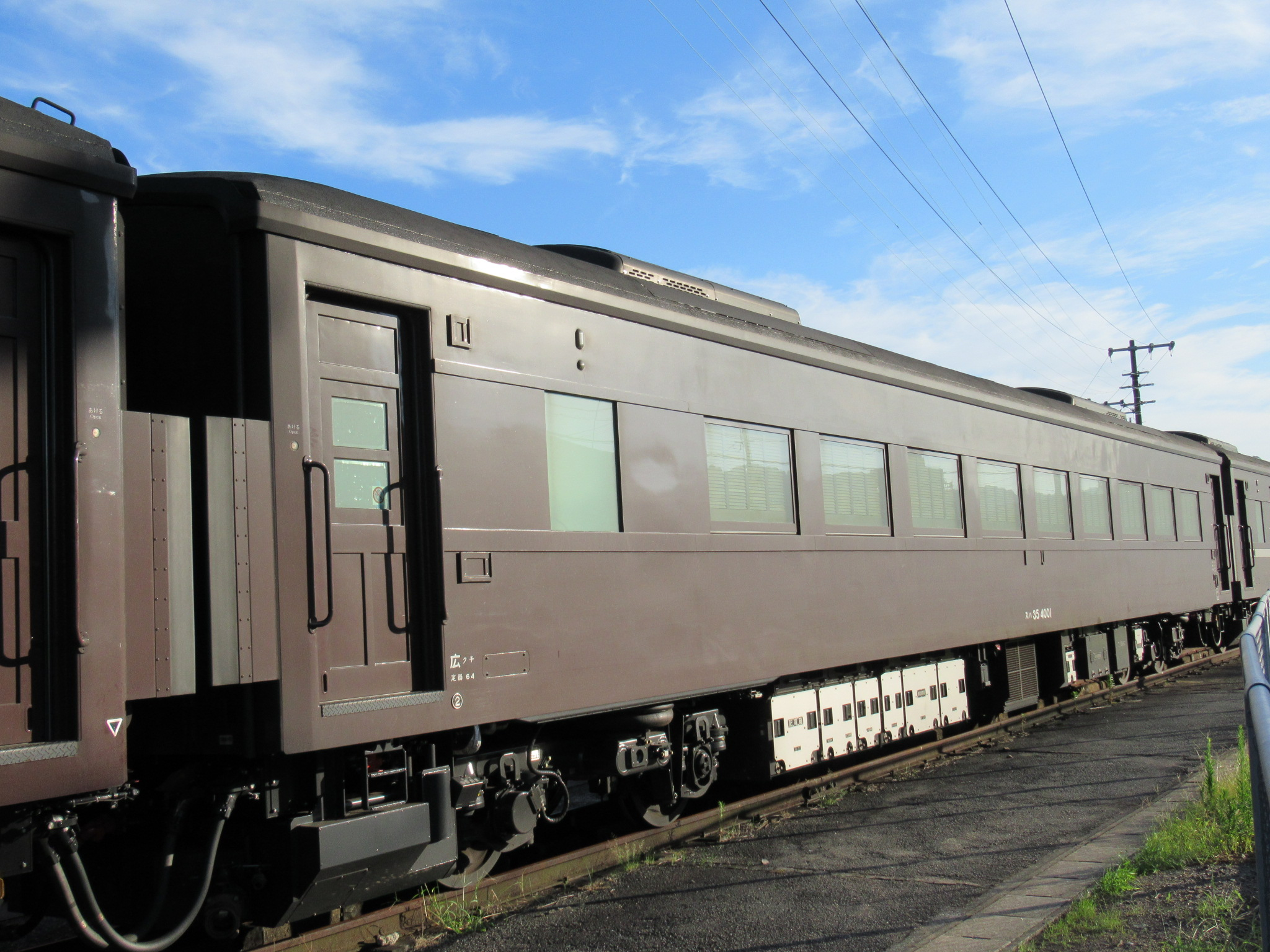
スハ35 4001
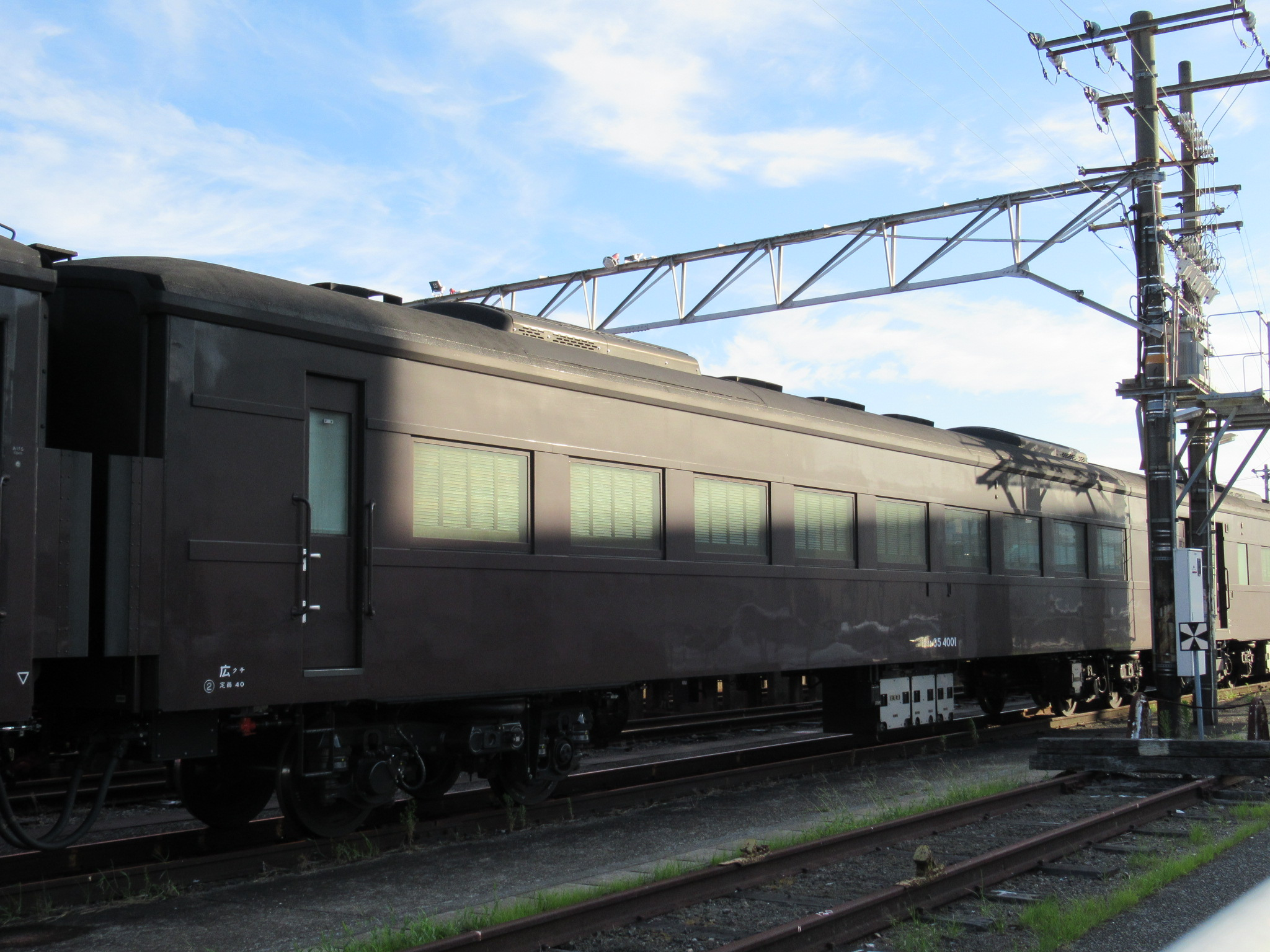
ナハ35 4001
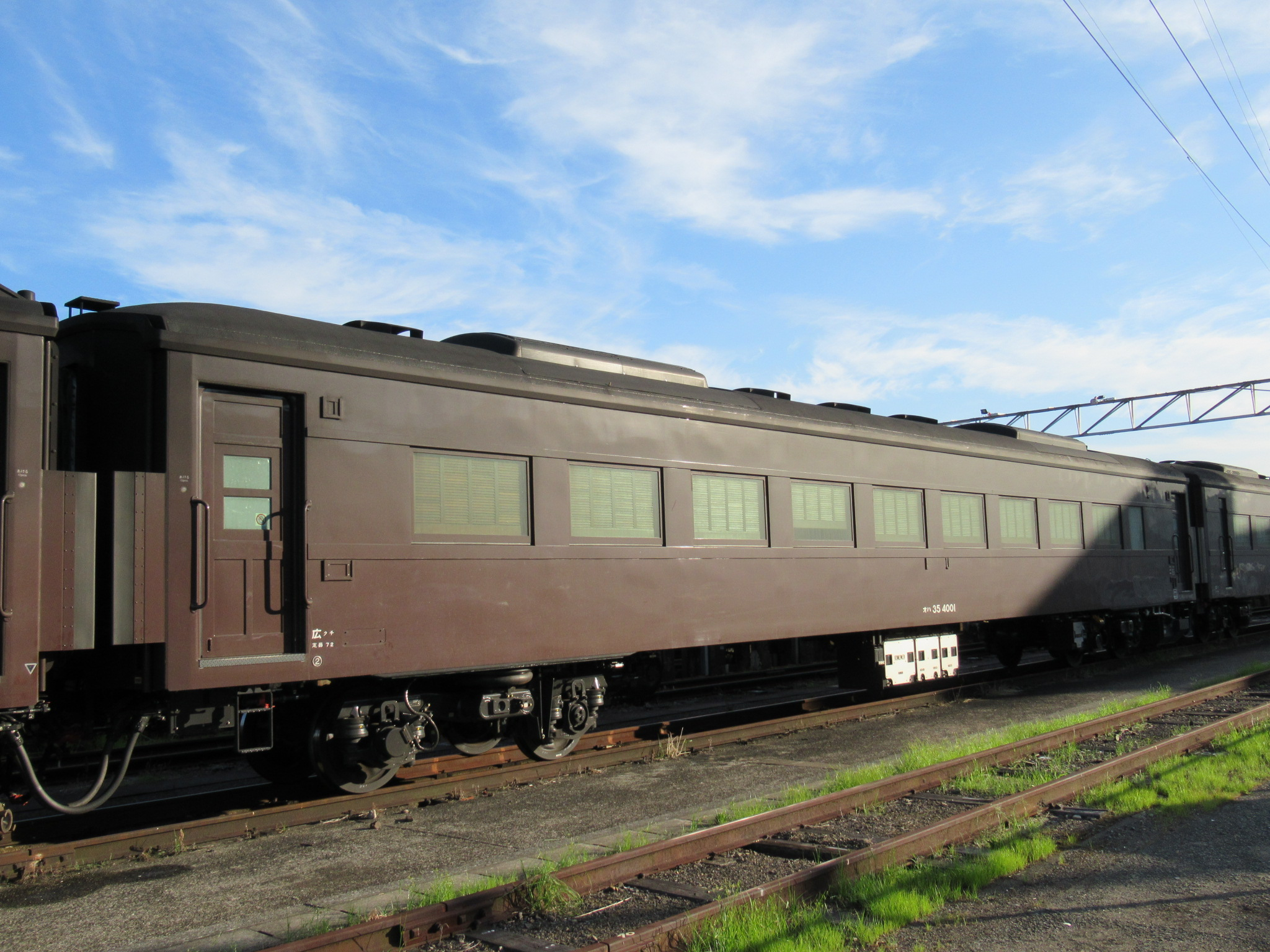
オハ35 4001
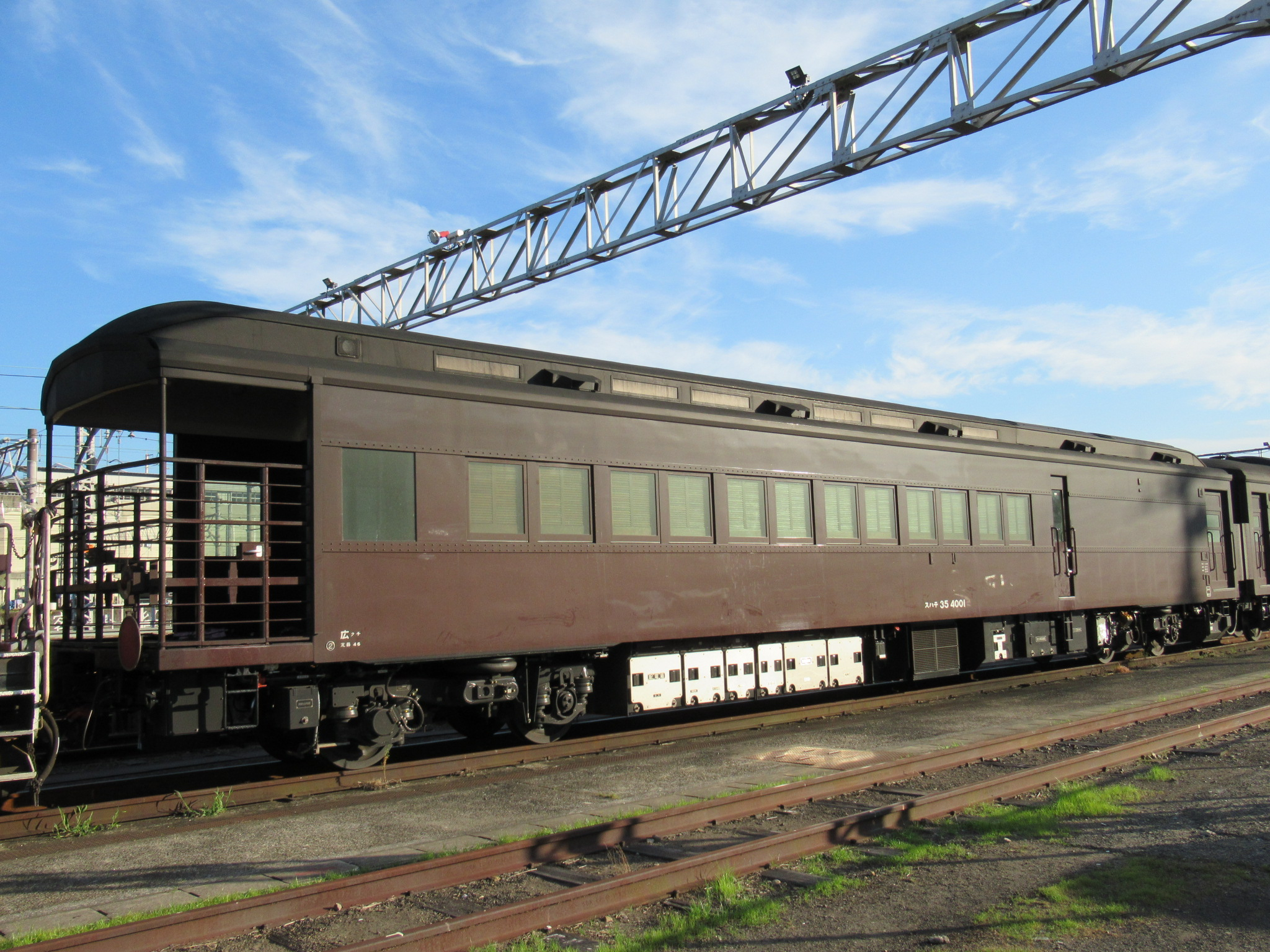
スハテ35 4001

すべて車種の異なる5両で編成を組む。全車普通車指定席だった12系と異なり、もっとも新山口方の1号車がグリーン車となりグリーン車1両・普通車指定席4両で組成されることになる。SL列車におけるグリーン車の設定は、東日本旅客鉄道（JR東日本）が定期運行を行っている「SLばんえつ物語」に続き2例目となる。
車両形式番号はイメージターゲット車両の国鉄オハ35系客車が踏襲され、全車が4000番台の車号 (4001) を与えられている。
オロテ35形
1号車。定員23名。
マイテ49形を参考として新製された展望車で、新山口方に開放式展望デッキを備える。この展望デッキの柵も安全上の観点からモチーフ元の車両と比較してかさ上げ処理がなされている。
車内は2+1列のコンセント付きリクライニング座席、大型テーブルを備えたボックス座席、展望室＆展望デッキを備える。一部掘り下げられた屋根にはクーラーを車両の両端に装備し、その間にベンチレーターを複数設置している。また台車も3軸台車ではなく、2軸のボルスタレス台車を装備している（全5両とも共通で装備）。乗客用の乗降口と乗務員用の車掌ドアを装備している。
スハ35形
2号車。定員64名。
（旧）オハ35形を参考として新製された客車でボックスシートを備える車両でクーラーは車両の両端に装備する。
サービス電源用の発電装置を備え、乗客用の乗降口を車両の両端に装備。
ナハ35形
3号車。定員40名。
スハ35形同様（旧）オハ35形を参考とした客車で、5両の中でもっとも軽量（空車車両重量28.9 t）。クーラーは車両の両端に装備している。
ボックスシートの他に体験・学べるスペースを設けており、SL運転シミュレーター・かまたき体験ゲーム・SLを紹介するパネル展示が予定されている。このため、1号車側に乗降口・5号車側に車掌ドアを備える。
オハ35形
4号車。定員72名。
スハ35形同様（旧）オハ35形を参考とした客車で、車両構成的にはスハ35形と同じだが、この車両には発電装置・空気圧縮機を装備しておらず、定員が8名多い。
スハテ35形
5号車。定員46名。
オハ31形を参考として新製された客車ではあるが、車両末端に連結されるため、オリジナルにはない展望デッキを装備している。この展望デッキとデッキ直後の大窓を備えた展望室にはオロテにあるような間仕切りがなく、一つの部屋として設計されている。
この車両のみダブルルーフ仕様となっていてこの車両特有の天窓構造を再現している。このため車体高は4,090 mmと他の4両 (3,865 mm) より高くなっており、2基のクーラーは一端にまとめられて両側をカバーで覆っているために5両の中で一番クーラーが目立たない構造となっている。
床下にはスハ35形と同様の発電装置を備え、乗降口と車掌ドアの間にはバリアフリーに対応するための設備がまとめられており、乗降口も車椅子に対応した広幅仕様となっている。
- オロテ35 4001
- スハ35 4001
- ナハ35 4001
- オハ35 4001
- スハテ35 4001

## 運用

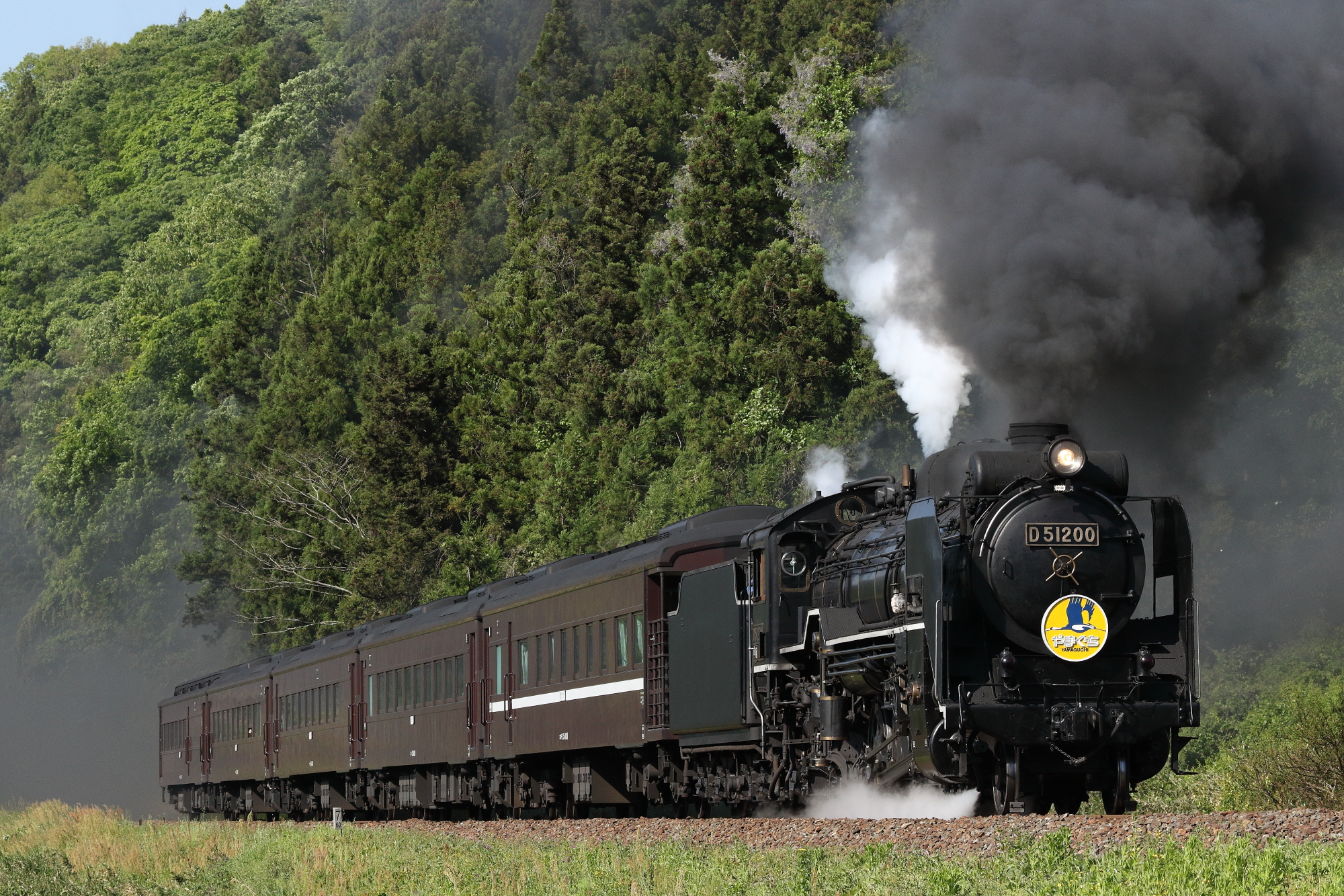
SLやまぐち号で使用される35系客車

新潟トランシスで製造された5両は下関総合車両所新山口支所に配属され、2017年6月1日から翌2日にかけて新潟トランシス最寄りの黒山駅から新山口駅まで甲種輸送された。同年6月5日には新山口 - 下関間での試運転が行われた。以後試運転が繰り返され、9月2日の運行分から営業運転を開始した。
基本的には従来から牽引機として充当されているC57 1が牽引するほか、11月25日からはD51 200による牽引（C57 1との重連運転を含む）も開始された。